# Pierre Jean Jouve
Pour les articles homonymes, voir Jouve.
Pierre Jean Jouve est un poète, romancier et critique français né à Arras le 11 octobre 1887 et mort dans le 14e arrondissement de Paris le 8 janvier 1976.

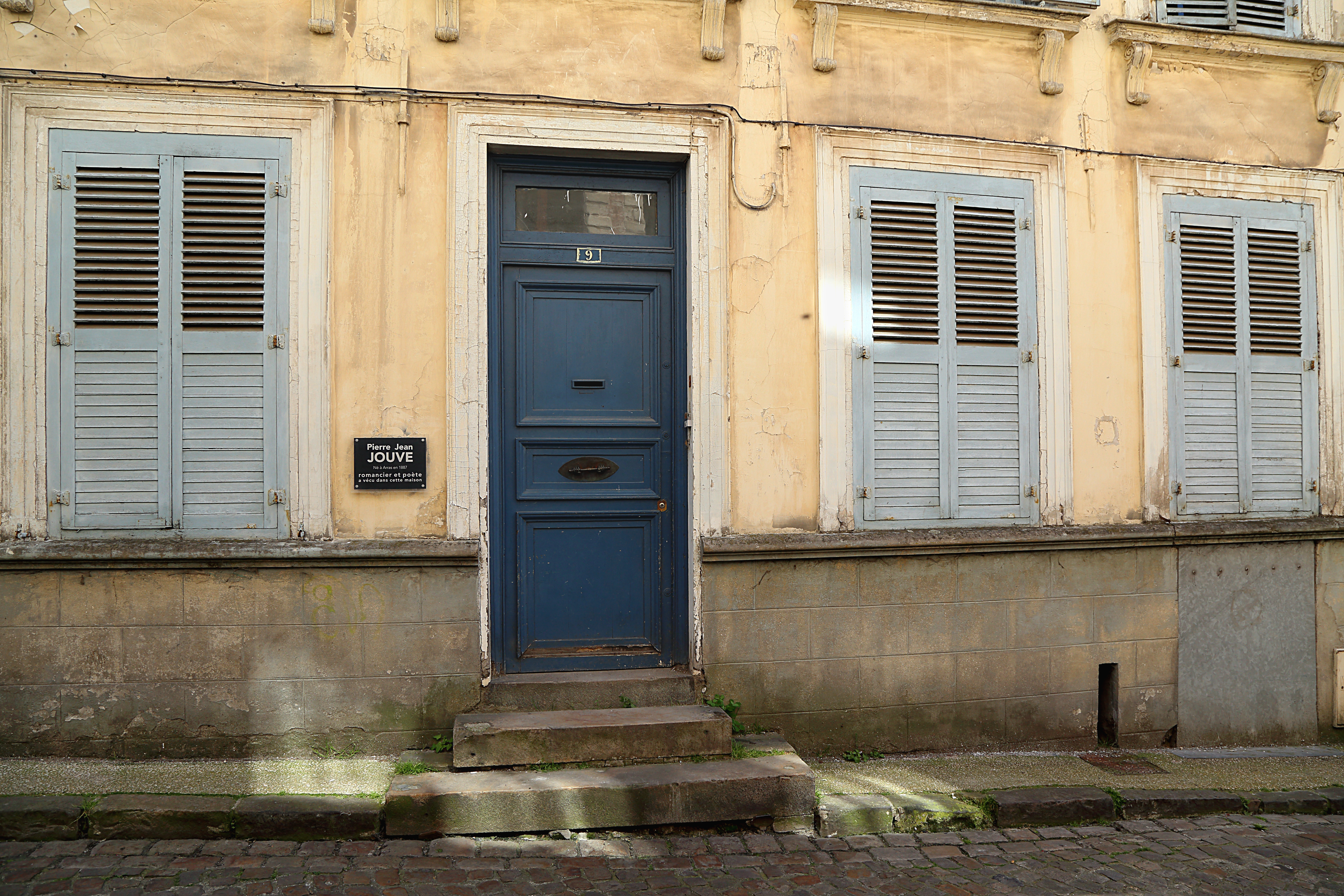
Maison où a vécu l'écrivain à Arras.

## Biographie
Pierre Charles Jean Jouve a eu « plusieurs vies ». Il est né en 1887 à Arras. Avant 1914, il est un des écrivains de l'unanimisme, ce mouvement créé par Jules Romains. Il épouse avant 1914 Andrée Charpentier, enseignante et militante de mouvements féministes et pacifistes. Ils ont un fils,. Pendant la Première Guerre mondiale, il devient infirmier volontaire dans un hôpital militaire à Poitiers. Mais, menacé de tuberculose, il est envoyé en Suisse en 1915, pour y être soigné. Il y devient un membre actif du mouvement pacifiste animé par Romain Rolland pendant la Première Guerre mondiale.
À partir de 1921, une profonde rupture a lieu grâce à sa rencontre avec la personne qui va devenir en 1925 sa seconde épouse, la psychanalyste Blanche Reverchon, traductrice de Sigmund Freud en 1923 et amie de Jacques Lacan (le divorce entre Andrée Charpentier et Pierre Jean Jouve est prononcé en 1924). Blanche Reverchon fait de lui l'un des premiers écrivains à affronter la psychanalyse et à montrer l'importance de l'inconscient dans la création artistique — et cela dès le milieu des années 1920. Cette période est également marquée par une recherche spirituelle et religieuse. Ceci le conduit en 1924 à renier toutes les œuvres créées précédemment. On peut citer parmi les œuvres nouvelles les recueils de poèmes : Les Noces (1925-1931), Sueur de Sang (1933-1935), Matière céleste (1937), et les romans : Le Monde désert (1927), Hécate (1928), Vagadu (1931), La Scène capitale (1935), et le plus connu Paulina 1880, paru en 1925,,.
Il a été aussi, dès 1938 et pendant son exil en Suisse, un important acteur de la résistance intellectuelle contre le nazisme, avec ses poèmes apocalyptiques de Gloire et de La Vierge de Paris. Avec quelques difficultés, il obtient en Suisse le statut de réfugié politique.
Jouve a été le compagnon de route de nombreux artistes, d'écrivains (Romain Rolland, Stefan Zweig, Joë Bousquet, Jean Paulhan, Henry Bauchau…), de peintres (André Masson, Balthus, Joseph Sima, Gaston Thiesson…), de philosophes (Jean Wahl, etc.), de psychanalystes (Jacques Lacan, etc.) et de musiciens (Michel Fano, etc.) : il a d'ailleurs beaucoup écrit sur l'art et la musique,.
Cet écrivain souvent perçu comme un marginal hautain, refusant les embrigadements des « mouvements » a su toucher beaucoup d'écrivains et d'artistes dont certains peuvent être considérés comme ses disciples, par exemple les poètes Pierre Emmanuel, Salah Stétié ou Yves Bonnefoy.

### Récompenses et distinctions
- Grand prix national des Lettres décerné par le ministère de la Culture en 1962
- Grand prix de poésie de l'Académie française le 19 juin 1966
- Commandeur de la Légion d'honneur (30 décembre 1965)[13]

## Pierre Jean Jouve, un panorama

### Reniements
Pierre Jean Jouve a renié toute son œuvre publiée avant 1925, année où il fait commencer sa vita nuova. On a donc peu commenté sa vie antérieure pour ne commenter que son œuvre postérieure à cette date, où il publie les poèmes de Mystérieuses Noces et le roman Paulina 1880 (quatre voix au prix Goncourt). C'est ce qu'il a fait lui-même dans En Miroir, son "Journal sans date" de 1954 où il ne décèle de sa vie que certaines grandes lignes soigneusement choisies. C'est aussi ce qui a été fait dans des ouvrages de référence, souvent écrits par des amis du poète, comme René Micha ou Robert Kopp. Cependant la biographie de Daniel Leuwers et les notes et commentaires de Jean Starobinski pour son édition de Œuvre, ont révélé des pans méconnus de sa vie et l'importance de sa première œuvre pour sa formation et son évolution. La récente biographie de Béatrice Bonhomme a apporté un nouvel éclairage sur la « crise » de Jouve entre 1921 et 1927. Cette crise a profondément marqué sa vie et orienté son écriture.
Pierre Jean Jouve est l'homme des ruptures, d'avec son père (puis d'avec son fils) ; d'avec sa première épouse Andrée, grande militante de mouvements féministes et pacifistes ; d'avec ses amis pacifistes (Romain Rolland, Georges Duhamel, Charles Vildrac, Frans Masereel) qui au moment de la rupture créaient la revue Europe (1923), toujours vivante ; d'avec ses amis artistes (même Joseph Sima en 1954) ; d’avec ses éditeurs, Jean Paulhan et Gaston Gallimard (en 1945). Et donc d'avec sa première œuvre.
On peut aussi considérer que la réédition de ses romans et de ses poèmes, avec peu de modifications mais beaucoup de coupures, que Jouve a effectuée de 1959 à 1968, est une nouvelle réécriture de sa vie et de son œuvre.

### «Plusieurs vies»
Pierre Jean Jouve a donc eu « plusieurs vies ». Jouve pourrait être considéré comme un des écrivains de l'unanimisme, ce mouvement créé par Jules Romains, ou de l'Abbaye de Créteil (Groupe de l'Abbaye). Ou comme un membre actif du mouvement pacifiste animé par Romain Rolland pendant la Première Guerre mondiale.
Grâce à sa seconde épouse, la psychanalyste Blanche Reverchon, traductrice de Freud (1923) et amie de Jacques Lacan, il fut l'un des premiers écrivains à affronter la psychanalyse et à montrer l'importance de l'inconscient dans la création artistique, et cela dès le milieu des années 1920, avec ses poèmes de Noces (1925-1931), de Sueur de Sang (1933-1935) et de Matière céleste (1937), ou avec des romans, Hécate (1928), Vagadu (1931) et La Scène capitale (1935). Il montra aussi l'enrichissement que la lecture des grands mystiques, Thérèse d'Avila, Catherine de Sienne, Jean de la Croix, François d'Assise, peut apporter à l'écriture poétique. À ces mystiques il associa étroitement des poètes précurseurs, Hölderlin, Gérard de Nerval, Charles Baudelaire, Stéphane Mallarmé.

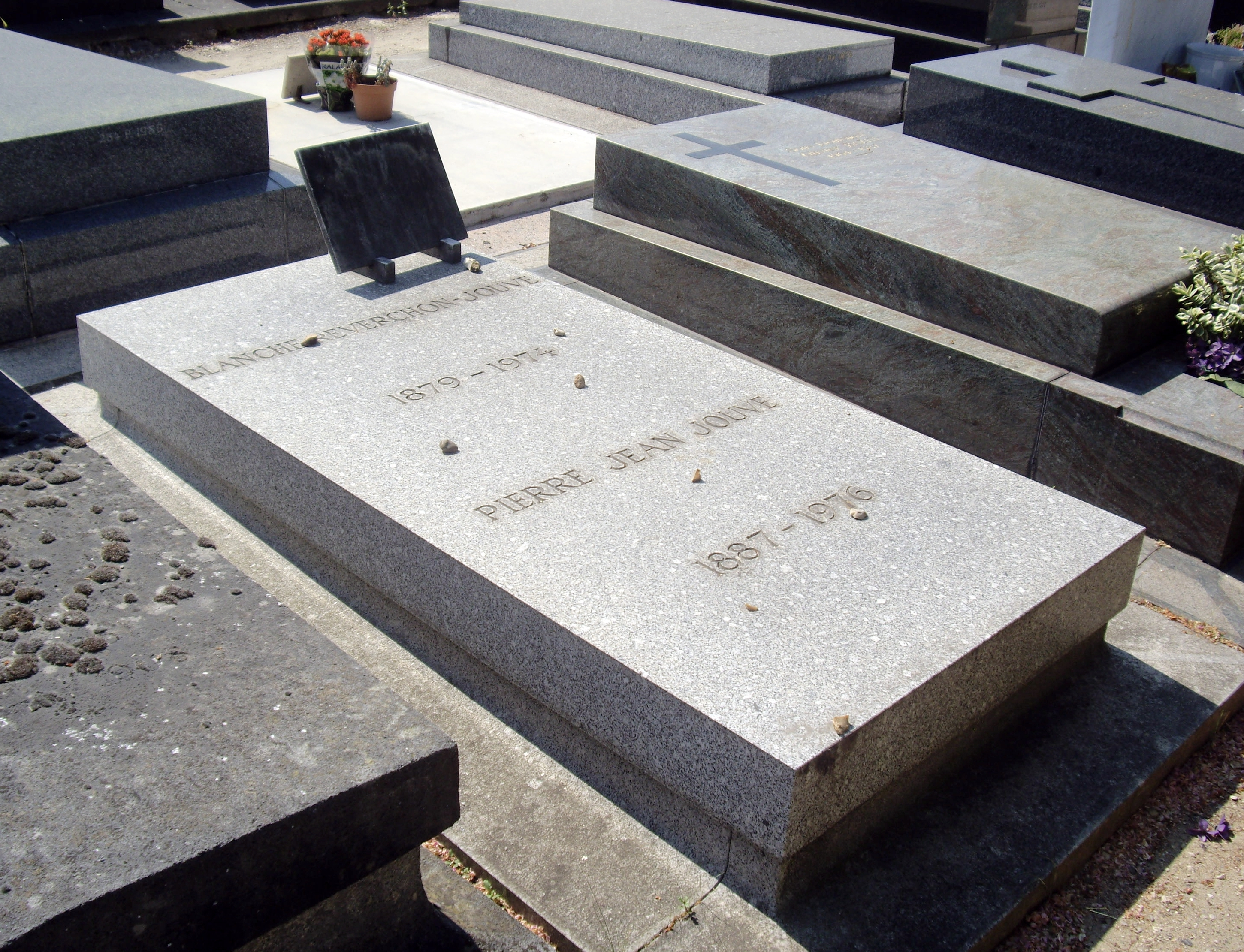
Tombe de Pierre Jean Jouve au cimetière du Montparnasse.

Ce fut aussi, dès 1938 et pendant son exil en Suisse, un important acteur de la résistance intellectuelle contre le nazisme, avec ses poèmes apocalyptiques de Gloire et de La Vierge de Paris.
Parmi ses essais sur l'art et sur la musique, on notera pendant la guerre un important Don Juan de Mozart (1942, avec l'aide du musicien Fernand Drogoul) et ensuite un essai sur Wozzeck d'Alban Berg (écrit avec le compositeur Michel Fano, 1953).
Après guerre, son art rencontra ceux de Saint-John Perse et de Victor Segalen, et il émigra vers la sérénité de sa « Chine intérieure ».

### Artistes et écrivains
Jouve fut aussi le compagnon de route d'artistes, d'écrivains, de philosophes. Les artistes : le peintre cubiste Albert Gleizes (qui illustra Artificiel) ; le graveur expressionniste belge Frans Masereel, avec qui il fit de nombreux livres avant 1925 ; le grand artiste surréaliste André Masson (qui illustra la 1re édition de Sueur de Sang, 1933) ; le peintre tchèque Joseph Sima qui fit avec lui quelques-uns des plus importants livres illustrés d'avant guerre (Beau Regard, 1927 et la 2e édition de Paradis perdu, 1938) ; l'éditeur typographe Guy Lévis Mano ("GLM") qui réalisa quelques-uns de ses plus beaux livres ; le paysagiste  Philippe Roman ; et enfin le grand Balthus, qu'il avait connu adolescent et sur qui il écrivit des textes importants.
Il a accompagné, par des collaborations, des correspondances et des traductions, des écrivains amis comme Pierre Klossowski (traduction de Hölderlin, 1930), Romain Rolland, Stefan Zweig, Albert Béguin, Jean Paulhan, Joë Bousquet, Bernard Groethuysen, Gabriel Bounoure, Jean Wahl (qui l'initia à Kierkegaard), Eugenio Montale et Giuseppe Ungaretti (qu'il traduisit), Catherine Pozzi. Cet écrivain souvent perçu comme un marginal hautain, refusant les embrigadements des "mouvements" a su toucher beaucoup d'écrivains et d'artistes, dont certains peuvent être considérés comme ses disciples (mais Jouve n'avait absolument pas la tournure d'esprit d'un maître d'école), Pierre Emmanuel (qui lui rendit hommage dans Qui est cet homme, 1947), Yves Bonnefoy, Salah Stétié, Henry Bauchau, Jules Roy, David Gascoyne, Fernand Ouellette, Heather Dohollau, Gérard Engelbach.
Pierre Jean Jouve a créé de puissants « mythes » féminins qui ont une place originale parmi les figures de l’amour dans la littérature : Paulina, Baladine du Monde désert, Catherine Crachat (l'héroïne d' Hécate et de Vagadu), et tout particulièrement Lisbé et Hélène (La Rencontre dans le carrefour, La Scène capitale, Matière céleste), enfin Yanick, la chaste prostituée (Diadème, En Miroir).

## Les vies et les œuvres de Pierre Jean Jouve[23]

### De 1905 à 1921: La première vie de Pierre Jean Jouve: symbolisme, unanimisme, pacifisme[24]
Dans son autobiographie, En miroir, Jouve donne une image triste de son enfance, entre un père tyranneau domestique, et une mère musicienne effacée. Une grave appendicite vers ses seize ans entraîne une longue dépression. Il obtient le baccalauréat en 1905 et commence simultanément à Lille des études scientifiques et juridiques.
En 1906, un ami belge, Pierre Castiaux, l'initie à la littérature symboliste : il découvre Rimbaud, Mallarmé et Remy de Gourmont dont Le Livre des masques lui fait découvrir les poètes qui comptent depuis Baudelaire.
Avec des amis, Paul Castiaux, Théo Varlet et Edouard Charpentier, il crée à la fin de 1906 une revue, Les Bandeaux d'or. Il y publie ses premiers poèmes où règnent l'influence de Gourmont, Maeterlinck et Verhaeren. On y décèle des thèmes qui se déploieront plus tard, ainsi la recherche de l'expression de sa vie intérieure.
Jouve est à la recherche d'une nouvelle poétique qui lui permettra de dire ce qu'il voit en imagination, et grâce à Paul Castiaux, il entre en relation avec les écrivains et artistes de l'abbaye de Créteil : Georges Duhamel, Charles Vildrac, Alexandre Mercereau, Albert Gleizes, René Arcos. 

Une grave maladie nerveuse le conduit à se faire soigner en Suisse en 1908. En 1909, il publie son premier recueil, Artificiel, illustré par Albert Gleizes. Il fait la connaissance du peintre cubiste, Henri Le Fauconnier qui fait son portrait.
En 1954, dans En miroir, il racontera l'histoire de Lisbé qu'il a rencontrée une première fois en 1909 et qui lui a inspiré le personnage de Claire Dernault de son premier roman. Il fait aussi l'expérience des "toxiques" et c'est un séjour de trois mois en Italie qui le guérit de ses addictions. En 1910 il publie un deuxième recueil poétique, de forme très néo-classique, Les Muses romaines et florentines où il décrit les paysages vus dans son récent voyage. Il épouse Andrée Charpentier (1884-1972), la sœur d'Édouard, qui est professeure et qui sera une active militante progressiste et féministe. Le couple vit à Poitiers. En 1911, il publie La Rencontre dans le carrefour où il s'inspire de son histoire avec Lisbé pour écrire un roman développant les théories unanimistes de Jules Romains qui était un proche de l'Abbaye de Créteil. Cette influence perdure dans Les ordres qui changent, Les Aéroplanes (1911), Présences (1912). Jouve a une riche imagination poétique, mais il n'a pas encore trouvé la voie littéraire et spirituelle qui lui convient.
Il espère la trouver en pratiquant un art social et il se rapproche de Jean-Richard Bloch qu'il a connu à Poitiers, et dans cet esprit il publie une pièce de théâtre, Les deux forces (1913).

La guerre éclate et Jouve adopte une position pacifiste inspirée par Tolstoï. Il était déjà réformé, aussi pour s'engager lui aussi, il devient infirmier bénévole à l'hôpital de Poitiers où règnent des maladies contagieuses. Jouve tombe gravement malade.
Jouve part se faire soigner en Suisse (fin 1915) et s'insère dans le milieu pacifiste qui s'est constitué autour de Romain Rolland qui devient l'ami et le guide spirituel du poète. Gallimard publie son premier grand recueil de proses poétiques pacifistes, Vous êtes des hommes (1915). Ses écrits, Poème contre le grand crime–1916 et À la Révolution russe (1917), ses conférences, ses nombreux articles pour la presse pacifiste, sa tentative de redevenir infirmier bénévole, montrent une activité militante incessante. Il rejette alors la poésie symboliste, trop «égoïste », qui l'a formé.
Il écrit ses propres « Vie des martyrs » et publie en 1918 Hôtel-Dieu, Récits d'Hôpital - 1915 qui s'appuie sur son expérience d'infirmier soignant des militaires mourants. Le livre est illustré de bois gravés par Frans Masereel : le grand artiste expressionniste belge est un compagnon de route très actif des pacifistes français.
Les productions suivantes de Jouve montrent un triple mouvement : il écrit un Romain Rolland vivant qui paraîtra en 1920, et des poèmes engagés publiés avec l'aide de Frans Masereel, Heures – Livre de la nuit (aux Éditions du Sablier, 1919), Heures – Livre de la grâce (dédié à un grand ami des pacifistes, l'écrivain autrichien Stefan Zweig, 1920), et enfin Toscanes (1921). D'une part, il veut y magnifier l'œuvre et la pensée pacifistes de Romain Rolland, mais d'autre part on y voit aussi son fort désir de sortir d'une influence qui ne convient qu'imparfaitement à son tempérament, et enfin des poèmes comme ceux de la section Enfance du Livre de la nuit nous montrent une inspiration venue de son expérience existentielle propre. Celle-ci est bien loin de ses œuvres militantes qui sont, humainement et politiquement, très estimables, mais littérairement, leur ton emphatique ou compassionnel ne dépasse pas celui des œuvres de ses compagnons, écrivains militants et généreux. Jouve est prêt pour une nouvelle vie : c'est celle que va lui apporter la rencontre de la psychanalyste Blanche Reverchon.

### De 1921 à 1927 (la crise de): Ruptures, la rencontre avecBlanche Reverchon, la psychanalyse, les mystiques et Baudelaire
En 1921, d'abord à Florence, puis à Salzbourg chez Stefan Zweig, Pierre Jean Jouve rencontre Blanche Reverchon, alors psychiatre à Genève où elle fréquente les milieux féministes et pacifistes. Leur « entente passionnée » conduira Jouve à divorcer d'avec Andrée Charpentier-Jouve (elle décédera en 1972), à découvrir la psychanalyse freudienne (Blanche a rencontré Freud), à lire les grands mystiques et à relire les grands poètes symbolistes. Il « surveille » en 1923 la traduction que Blanche fait des Trois essais sur la théorie de la sexualité. Ses poèmes publiés en 1921-1922, d'abord Toscanes, puis surtout Voyage sentimental, se souviennent de son inspiration passée (veine compassionnelle) et sont souvent explicitement autobiographiques. En 1923-1924, il dirige une collection de poésie chez Stock où il publie des traductions (de Rudyard Kipling, de Rabindranath Tagore) et son dernier recueil « manqué », Prière.
À partir de 1925, c'est une période d'intense création (premiers grands poèmes de Noces, parution de Paulina 1880 et du Monde désert) mais aussi de profonde crise morale et psychologique d'où il semble ne sortir qu'en 1927 ou 1928. Quand il publie Noces en 1928, il précise dans une postface célèbre qu'il renie toute son œuvre antérieure à 1925. Il a divorcé (en 1925), il a rompu avec ses amis pacifistes (Romain Rolland, Frans Masereel, Georges Duhamel, Charles Vildrac), il interdit toute réédition de son « premier ouvrage ». Une « vita nuova » commence.

### De 1925 à 1937: une création littéraire très importante
La production littéraire de Jouve entre 1925 et 1937 est  très importante.
Cette période de fécondité débute en 1925 avec une plaquette de poèmes, Mystérieuses Noces et un roman qui trouve rapidement un grand public, Paulina 1880. Jusqu'en 1937, année de la parution de Matière céleste, Jouve publie en parallèle des romans et des poèmes.
Comme l'a souligné un récent Cahier Pierre Jean Jouve la référence psychanalytique est au cœur de la modernité de l'écrivain : dans ses grands textes, Jouve a su faire parler son inconscient dans les images et la musique de sa poésie et de sa prose, et parallèlement il a su mettre en résonance l'inconscient de son lecteur pour que celui-ci sente et comprenne ce qui pourrait passer pour indicible et difficile à transmettre.

#### Les Romans, dePaulina 1880àLa Scène capitale

##### Paulina 1880etLe Monde désert
On peut présenter les romans de Jouve en trois diptyques. Le premier comprend Paulina 1880 (1925) et Le Monde désert (1927).
On peut résumer schématiquement Paulina 1880 comme une « chronique italienne » qui mêle amour charnel et amour mystique, jouissance et pulsion de mort : la belle et passionnée Paulina connaît successivement la détestation de sa famille, la fascination pour les images religieuses sanglantes, un amour charnel passionné et adultère pour le comte Michele, puis une grande expérience mystique dans un couvent où elle finit par faire scandale. Revenue à la vie laïque, elle retrouve le comte Michele veuf, donc libre. Sa passion amoureuse refuse un mariage. Elle tue Michele pendant son sommeil et tente de se suicider. Son suicide échoue. Paulina connaît la prison. Puis elle découvre la sérénité en menant pauvrement la vie d’une paysanne. Ce résumé ne donne pas le ton du livre : vif et passionné, ironique et torturé, mêlant avec bonheur amour humain et amour divin. Paulina 1880 a été adapté au cinéma en 1972 par Jean-Louis Bertuccelli et en opéra de chambre en 1983 par Claude Prey sous le titre Paulina ou la chambre bleue.
Le souvenir de Paulina réapparaît dans Le Monde désert de 1927 qui traite des difficiles relations entre la vie amoureuse et la création artistique chez trois personnages : Jacques de Todi, homosexuel qui a peut-être une vocation de peintre (son modèle, fils d’un pasteur genevois, s’est réellement suicidé), Luc Pascal, le poète maudit, et la mystérieuse Baladine qui aide les hommes qu’elle aime à se révéler, mais qui ne les protège pas de la mort physique ou symbolique. Le roman se lit à deux niveaux : la vie visible de ses personnages se distingue de leur vie intérieure à laquelle le romancier nous rend très sensible. Le Monde désert a été adapté en téléfilm par Pierre Beuchot et Jean-Pierre Kremer en 1985.

##### Aventure de Catherine Crachat:HécateetVagadu
Le second diptyque, Aventure de Catherine Crachat constitue une transition : 
Il débute par Hécate (1928) qui conte l’histoire d’une star de cinéma, Catherine Crachat, qui cherche son destin entre différents hommes et différentes femmes. On retient surtout la figure de Pierre Indemini, mathématicien, peintre et poète, et celle de la baronne Fanny Felicitas Hohenstein, la « femme fatale ». Comme Hécate, la déesse lunaire à laquelle elle est comparée, Catherine conduit à la mort ceux et celles qu’elle aime. Le roman peut aussi être lu comme une percutante chronique de la vie dans les milieux intellectuels, mondains, artistiques et féministes des années 1920 en Europe.
Le second volet de ce qui est devenu Aventure de Catherine Crachat (ce titre collectif est postérieur à la guerre) est Vagadu (1931) : moins qu’un roman, c’est une extraordinaire succession de scènes oniriques rêvées par Catherine lors du transfert qu’elle vit avec son psychiatre, le "Docteur Leuven" (où on peut reconnaître Rudolph Loewenstein, le célèbre psychiatre de Blanche Reverchon et Jacques Lacan et ami de Marie Bonaparte) : ce roman exploite explicitement la « matière psychanalytique » comme aucun roman ne l’avait fait auparavant. En 1990 Hécate et Vagadu ont été adaptés au cinéma par Pierre Beuchot sous le titre Aventure de Catherine C, avec Fanny Ardant, Hanna Schygulla et Robin Renucci.

##### Histoires sanglantesetLa Scène capitale
En fait Vagadu inaugure un nouveau type d’écriture romanesque qu'on va retrouver dans le dernier diptyque : Jouve y exploite son savoir psychanalytique venu de son épouse Blanche Reverchon en le fécondant avec sa propre inventivité venue de sa vie intérieure, spirituelle et onirique.
On retrouve d'abord cette inspiration mettant en scène des personnages aux prises avec leurs névroses et leurs pulsions dans les nouvelles des Histoires sanglantes de 1932. Le recueil débute par une variation sur le thème de Wozzeck que Jouve avait connu à travers la suite tirée de l’opéra d’Alban Berg.
On peut également lire de la même façon les deux longs récits qui composent La Scène capitale de 1935 : La victime, récit dédié à Balthus qui en fit un tableau, et Dans les années profondes. Ce court roman mêle une riche matière oniriques avec un récit initiatique sur la quête de la création artistique à travers un épisode amoureux qui associe étroitement la découverte de la vie sensuelle avec celle de la mort. De La Scène capitale, Jean Starobinski a pu écrire : « Dans la prose d'imagination, en ce siècle, il est peu d’œuvre qui égale ces deux récits ».
Après la guerre, Jouve regroupera Histoires sanglantes et La Scène capitale en un seul volume, d'abord sous le titre Histoires sanglantes puis sous le titre La Scène capitale. Le récit Dans les années profondes marque la fin officielle de l'œuvre romanesque en prose de Pierre Jean Jouve.

##### Romans reniés
Le premier roman de Pierre Jean Jouve est en réalité La Rencontre dans le carrefour de 1911, mais Jouve l'a renié comme toute son œuvre d'avant 1925. Ce roman fait cependant retour dans En miroir (1954) avec le personnage de Lisbé. Ce roman était admiré par Paul Éluard. Lisbé est une des sources du personnage d'Hélène du récit Dans les Années profondes.
On peut aussi considérer Hôtel-Dieu, récits d'Hôpital en 1915 (1918, avec 25 bois gravés par Frans Masereel) comme un cycle de nouvelles inspirées à Jouve par son expérience d'infirmier volontaire en 1915 à l'hôpital de Poitiers où il a vu mourir des soldats revenus du front, malades ou blessés. Compassion et précision des descriptions.
Le conte Beau Regard de 1927, nouvelle variation sur des poèmes de 1922 (Voyage sentimental) et illustré par son ami, l'artiste tchèque Joseph Sima, a ensuite été renié : Jouve y mettait en scène trop explicitement son histoire d'amour avec Blanche Reverchon pendant son séjour à Salzbourg chez Stefan Zweig pendant l'été de 1921.

#### Les Poèmes, deMystérieuses nocesàMatière céleste
Les poèmes publiés par Jouve dans la période 1925-1937 ont pu être considérés comme un des plus hauts sommets de la poésie française du XXe siècle — comme en témoigne cette lettre de René Char : « la poésie vous devra des sommets égaux à ceux de Hölderlin et de Rimbaud » ou cette déclaration d'Yves Bonnefoy : « Pierre Jean Jouve est un des grands poètes de notre langue. ». La publication de ces poèmes est complexe, car ils sont souvent publiés en revues et de façon partielle, c'est-à-dire en plaquettes ou en minces volumes, puis regroupés en volumes collectifs. Certains de ces recueils contiennent des textes théoriques historiquement très importants (la postface des Noces, l'Avant-propos de Sueur de Sang, la préface de la seconde édition du Paradis perdu), tous réédités en 1950 dans Commentaires. On peut distinguer deux périodes.

##### Les NocesetLe Paradis perdu
De 1925 à 1931, Jouve relit notamment Baudelaire; il découvre aussi les mystiques (Thérèse d'Avila, Jean de la Croix, François d'Assise, Catherine de Sienne), et il traduit les poèmes de la folie de Hölderlin. L'influence de ces lectures traverse Les Noces et Le Paradis perdu qu'il faudrait lire en parallèle aux romans Paulina 1880 et Le Monde désert : 
Les Noces, 1925-1931. La publication de la plaquette Mystérieuses Noces en 1925 (chez Stock) a été suivie par Nouvelles Noces en 1926 (chez Gallimard). Le premier recueil Noces en 1928 (au Sans Pareil), reprend les deux plaquettes précédentes et annonce dans une importante Postface, sa rupture avec son œuvre antérieure à 1925 : « […] surtout pour le principe de la poésie, le poète est obligé de renier son premier ouvrage. Paris, février 1928. » En 1930 paraît Symphonie à Dieu avec une gravure de Joseph Sima. En 1931 Jouve regroupe toutes ces publications dans un volume collectif chez Gallimard, Les Noces. Les poèmes de cet ensemble (voir article détaillé) développent plusieurs grands thèmes. Celui de la conversion qui doit être à la fois poétique et spirituelle. Le thème de la rupture qui, simultanément, libère des prisons morales et matérielles, mais qui entraîne des souffrances dues à l'abandon d'une première vie. Le thème du sentiment de la faute à cause de la présence de la culpabilité au sein du plaisir. Jouve y développe petit à petit une écriture musicale qui englobe les apports des grands écrivains mystiques et des grands poètes symbolistes, ses précurseurs revendiqués.
Le Paradis perdu, 1929-1938. En parallèle aux Noces, Jouve écrit et publie Le Paradis perdu en 1929 (chez Grasset). Le poète souhaitait que ce livre soit illustré par des gravures de Joseph Sima, ce qui sera fait en 1938 seulement, 
chez GLM. Cette deuxième édition est augmentée d'une préface-manifeste, La Faute.

##### Sueur de SangetMatière céleste
De 1933 à 1937, la poésie de Jouve prend une tournure particulière du fait de son compagnonnage avec la psychanalyste Blanche Reverchon. Il approfondit ainsi sa connaissance de la pensée freudienne. Cette forme poétique est emplie de heurts et de rupture.
Sueur de Sang, regroupant des poèmes des années 1933-1935, avec l'avant-propos « Inconscient, Spiritualité et Catastrophe » a connu trois éditions successives, fortement augmentées à chaque fois (1933 et 1934 aux Cahiers libres, et 1935 chez Gallimard).
Matière céleste, 1936-1937. En 1936, Jouve publie deux plaquettes partielles chez GLM, Hélène et Urne (avec un dessin de Balthus) qui seront reprises et complétées par trois autres sections (Nada, Matière céleste et Récitatif) dans Matière céleste en 1937 chez Gallimard.
De 1963 à 1967, Jouve rééditera toutes ses œuvres poétiques (Mercure de France). Il les modifiera (coupures parfois importantes dans Les Noces, Sueur de sang et Matière céleste). Ce sont ces versions qu'on trouve aujourd'hui en livres de poche (Poésie/Gallimard). Dans son édition de Œuvre en 1987 (Mercure de France), Jean Starobinski donne en notes les « textes retranchés ».

### De 1938 à 1946: L’annonce de la Catastrophe, la poésie résistante apocalyptique contre lenazisme, Baudelaire, la musique
Dès le début des années 1930, Pierre Jean Jouve a senti la montée des périls en Europe, sans doute parce qu'il connaissait bien l'Italie et Salzbourg : il était l'ami d'Arturo Toscanini et de Bruno Walter, et il a vu l'arrivée des fascistes dans la cité de Dante et celle des nazis dans la cité de Mozart. Si la nouvelle édition du Paradis perdu avec des gravures de Joseph Sima est l'aboutissement d'un travail de 10 ans, sa nouvelle préface La Faute reprend la thématique de l'Avant-Propos de Sueur de Sang : la pulsion de mort, que Jouve a découverte chez les individus grâce à sa lecture de Freud (importance du rôle de son épouse Blanche Reverchon dans cette aventure), est élargie à la destinée tragiques des peuples.
Cette thématique qui mêle aventure existentielle et spirituelle avec une vision apocalyptique de l'histoire de l'Europe se retrouve dans le quatrième recueil de poèmes, Kyrie (Gallimard, 1938). Les poèmes introspectifs de la section Kyrie y voisinent avec les poèmes visionnaires des Quatre cavaliers.
Ses prises de position politiques se retrouvent aussi bien dans ses chroniques musicales — voir dans l'article Le Dernier Concert de la Paix (NRF, décembre 1939) l'affrontement entre Arturo Toscanini et Wilhelm Furtwaengler accusé de faire carrière en dirigeant Beethoven devant un « public spécial » — que dans des poèmes ouvertement anti-hitlériens : L'Ode au Peuple (chez GLM, mars 1939) sera intégrée dans le triptyque À la France 1939, publiée par Jean Paulhan en ouverture de la NRF du 1er février 1940.
En 1940, durant l'exode, Jouve fuit Paris. Il entend l'appel du 18 Juin du général De Gaulle, vit quelques mois dans le Sud de la France (Dieulefit), puis c'est l'exil en Suisse où il restera toute la guerre. Il y participera activement aux publications suisses (Cahiers du Rhône, "Le Cri de la France" de la LUF) qui défendent la culture française résistant à l'oppression du régime de Vichy et à l'occupation allemande : son Défense et Illustration de 1943 "défend et illustre" des artistes révolutionnaires français, de Delacroix à Courbet. Un recueil de poèmes comme Gloire est engagé sur un chemin spirituel et sur un terrain politique.
Gloire (1940 et 1942) : les grands poèmes de Gloire sont à l'origine de la considération de Jouve par ses contemporains comme "témoin" et "prophète" annonçant la guerre. En 1947, Jean Paulhan et Dominique Aury ont écrit : "Ses poèmes Kyrie, Résurrection des Morts et À la France ont laissé pressentir la catastrophe". Ses sections, Tancrède, Résurrection des Morts, La Chute du Ciel et Catacombes, ont été écrites juste avant ou juste au début de la Seconde Guerre mondiale.
La Vierge de Paris de 1946 est une cathédrale dont les chapelles (les sections) reprennent les précédents recueils publiés un peu avant la guerre, comme certaines parties de Gloire, puis pendant la guerre : Porche à la Nuit des Saints (1941), Vers majeurs (1942) et La Vierge de Paris, plaquette de 1944 dont le volume de 1946 reprend le titre. Le recueil associe des poèmes sur la réflexion mystique de Jouve (thème du "Nada"), sur ses relations avec les figures féminines et sur la pulsion de mort. Celle-ci est à l'œuvre dans le désastre collectif qu'est la guerre engagée par le nazisme : « Ces poèmes conçus et écrits pendant le temps d'apocalypse, pour libérer l'âme, sont aussi des signes de la résistance française à un accablant ennemi » (prière d'insérer du volume de 1946).
La guerre a aussi été pour Jouve le temps de l'écriture de grands recueils de textes critiques : sur la littérature, voir son Tombeau de Baudelaire, mais aussi sur la peinture et la musique, comme dans Le Don Juan de Mozart (1942). Le grand recueil Défense et Illustration montre l'étendue de ses champs de réflexion éthiques et esthétiques (poésie, peinture, musique).

### De 1946 à 1965: art, musique et poésie intérieure
- Diadème (Minuit, 1949)
- Commentaires (La Baconnière, 1950)

Ce recueil regroupe les principaux textes théoriques publiés par Jouve, en accompagnement de ses romans ou ses poèmes, ou en revues, et devenus souvent introuvables. Certains sont historiquement très importants, comme l'Avant-propos de Sueur de Sang (1933-1934) qui marque une théorisation de l'arrivée de la psychanalyse dans la plus haute poésie. D'autres textes, à propos de la musique en particulier, nous rappellent que Jouve a été un écrivain participant précocement à la Résistance intellectuelle contre le nazisme.
- Ode (Minuit, 1950)
- Langue (ed. de l'Arche, avec trois lithographies de Balthus, André Masson, Joseph Sima (1952); rééd. Mercure de France, 1954)
- Wozzeck ou le nouvel Opéra, avec Michel Fano (Plon, 1953)
- En Miroir (Mercure de France, 1954)
  - En Miroir est sous-titrée Journal sans date : Jouve y présente sa trajectoire artistique et spirituelle en la liant à un petit nombre de faits biographiques soigneusement choisis. Jouve a choisi de rompre avec sa première œuvre d'avant 1925, et il a souvent rompu avec ses proches : ce « journal sans date », écrit dans une langue somptueuse et percutante, illustre donc ses choix très aigus.
- René Micha, Pierre Jean Jouve : parution en 1956 du premier ouvrage de référence sur l'écrivain dans la collection Poètes d'aujourd'hui des éditions Pierre Seghers.
- Lyrique (Mercure de France, 1956)
- Mélodrame (Mercure de France, 1957)
- Tombeau de Baudelaire (Le Seuil, 1958)
  - Ce volume intitulé comme un petit livre de 1942, est en fait une nouvelle édition de Défense et Illustration. Il contient le Tombeau de Baudelaire, son essai sur le maître que s'est choisi Jouve, dans une version entièrement réécrite et trois textes sur des artistes aimés de Jouve : Delacroix, Meryon, Courbet.
- Invention (Mercure de France, 1959)
- Proses (Mercure de France, 1960)
  - À 73 ans, Jouve relève le défi de succéder à Baudelaire en publiant un recueil de poèmes en prose dont certains sont proches des contes à la façon de Poe. Il y revisite l'ensemble de ses thématiques (exergue : La voix, le sexe et la mort). Dans son style somptueusement imagé et subtilement dissonant, il nous offre de nouveaux portraits de ses mythes féminins (Retour chez Hélène, Coffre de fer, La Capitaine, La douce visiteuse).
- Moires (Mercure de France, 1962)
- Ténèbre (Mercure de France, 1965)

### De 1925 aux années 1960
- Paulina 1880, Paris, Éditions de la Nouvelle Revue française (1925)
- Mystérieuses Noces, Stock (1925)
- Nouvelles Noces, Paris, Éditions de la Nouvelle Revue française (1926),(avec un portrait par Joseph Sima)
- Le Monde désert, Paris, Éditions de la Nouvelle Revue française (1927)
- Beau Regard, Paris, Au Sans Pareil (1927) (avec des gravures de Joseph Sima)
- Noces, Paris, Au Sans Pareil, (1928) (reprend Mystérieuse Noces et Nouvelles Noces)
- Hécate, Paris, Éditions de la Nouvelle Revue française (1928)
- Paradis perdu, Paris, Grasset, (1929)
- Symphonie à Dieu, Paris, Éditions de la Nouvelle Revue française (1930) (avec un frontispice de Joseph Sima)
- Vagadu, Paris, Éditions de la Nouvelle Revue française (1931)
- Œuvres poétiques: Les Noces, collectif, (reprend Noces et Symphonie à Dieu), Éditions de la Nouvelle Revue française(1931)
- Histoires sanglantes, Paris, Éditions de la Nouvelle Revue française (1932)
- Sueur de Sang, Paris, Cahiers libres  (1933)  (avec une gravure d'André Masson et l'avant propos "Inconscient, Spiritualité et Catastrophe")
- Sueur de Sang, réédition très complétée, Paris, Cahiers Libres (1934)
- Œuvres poétiques, Sueur de Sang, nouvelle édition, Paris, Éditions de la Nouvelle Revue française (1935)
- La Scène capitale, Paris, Éditions de la Nouvelle Revue française (1935)
- Hélène, Paris, GLM (1936)
- Urne, Paris, GLM, (1936) (avec un dessin de Balthus)
- Œuvres poétiques, Matière céleste, Paris, Éditions de la Nouvelle Revue française (1937), contient Hélène et Urne
- Paradis perdu, réédition, Paris, GLM (1938) (avec la préface "La Faute" et 12 gravures de Joseph Sima)
- Kyrie, plaquette avec des lettrines de Joseph Sima, Paris, GLM (1938)
- Œuvres poétiques, Kyrie, recueil collectif, Paris, Éditions de la Nouvelle Revue française (1938)
- Ode au Peuple - 1939, Paris, GLM (1939)
- Résurrection des Morts, Paris, GLM (1939)
- A la France - 1939, Poème, Nouvelle Revue Française, 1er février (1940)
- Gloire, Édition hors commerce, Dijon (1940)
- Porche à la Nuit des Saints, Neuchâtel, Ides et Calendes (1941)
- Le Don Juan de Mozart, Librairie universitaire de Fribourg - LUF, Egloff (1942)
- Vers majeurs, Librairie universitaire de Fribourg - LUF, Egloff (1942)
- Tombeau de Baudelaire, Neuchâtel, La Baconnière (1942)
- Gloire, Alger, collection "Fontaine" dirigée par Max-Pol Fouchet, Edmond Charlot éditeur (1942)
- Défense et Illustration, Neuchâtel, Ides et Calendes (1943) (comprend Tombeau de Baudelaire)
- Les Témoins:  Poèmes choisis de 1930 à 1942, Neuchâtel, Les Cahiers du Rhône, La Baconnière (1943)
- Le Bois des Pauvres, Librairie Universitaire de Fribourg - LUF, Egloff (1943)
- La Vierge de Paris, Librairie Universitaire de Fribourg - LUF, Egloff (1944)
- Gloire 1940, Librairie Universitaire de Fribourg - LUF, Egloff (1944) (reprend Gloire et Porche à la Nuit des Saints)
- Processionnal de la Force anglaise, Librairie universitaire de Fribourg - LUF, Egloff (1944)
- L'Homme du 18 juin, Librairie universitaire de Fribourg - LUF, Egloff (1945)
- A une Soie, Librairie universitaire de Fribourg - LUF, Egloff (1945)
- La Louange, Librairie universitaire de Fribourg - LUF, Egloff (1945)
- La Vierge de Paris Paris, Librairie universelle de France - LUF, Egloff (1946) (reprend Gloire 1940, Vers majeurs et la Vierge de Paris); repris sous une nouvelle couverture au Mercure de France, 1957.
- Défense et Illustration, Alger, Edmond Charlot, nouvelle édition (1946)
- Le Quartier de Meryon (1946)
- Hymne, Paris, Librairie universelle de France - LUF, Egloff (1947) (reprend Louange)
- Aventure de Catherine Crachat, Paris, Librairie universelle de France - LUF, Egloff (1947) (rééd. en un volume de Hécate et Vagadu)
- Histoires sanglantes, Paris, Librairie universelle de France - LUF, Egloff (1948) (rééd. en un volume des Histoires sanglantes et de La Scène capitale)
- Génie, GLM, Paris, 1948.
- Œuvres poétiques: Diadème, Paris, Les Éditions de Minuit (1949)
- Commentaires, Neuchâtel, La Baconnière (1950)
- Ode, Paris, Éditions de Minuit (1950)
- Langue, Éditions de l'Arche, avec trois lithographies de Balthus, André Masson, Joseph Sima (1952); réédition Paris, Mercure de France (1954)
- Wozzeck ou le nouvel Opéra, Librairie Plon (1953) (avec Michel Fano)
- En Miroir, Paris, Mercure de France (1954)
- Lyrique, Paris, Mercure de France (1956)
- Mélodrame, Paris, Mercure de France (1957)
- Invention, Paris, Mercure de France (1959)
- Proses, Paris, Mercure de France (1960)
- Moires, Paris, Mercure de France (1962)
- Ténèbre, Paris, Mercure de France (1965)

#### Traductions
- Poèmes de la Folie de Hölderlin, traduction de Pierre Jean Jouve avec la collaboration de Pierre Klossowski; avant propos de Bernard Groethuysen, Fourcade, 1930; Gallimard, 1963.
- La Tragédie de Roméo et Juliette de Shakespeare, traduction de Pierre Jean Jouve et Georges Pitoëff, Gallimard, 1937; revue en 1955 pour le Club français du livre (dans Œuvres complètes de Shakespeare dirigées par Pierre Leyris et Henri Evans, tome 3).
- Sonnets de Shakespeare, version française par Pierre Jean Jouve, Le Sagittaire, puis Club français du livre, 1955.
- Les Trois Sœurs, de Tchekhov, texte français de Pierre Jean Jouve, Georges et Ludmilla Pitoëff (dans Théâtre de Chekhov), Denoël, 1958.
- Poèmes de Giuseppe Ungaretti, traduction de Pierre Jean Jouve, All’insegna dei Pesce d’Oro, Milan, 1959.
- Macbeth de Shakespeare, Club français du livre, 1959 (dans Œuvres complètes de Shakespeare, dirigées par Pierre Leyris et Henri Evans, tome 9).
- Othello de William Shakespeare, Traduction de Pierre Jean Jouve, Mercure de France, 1961.
- Lulu, de Frank Wedekind, version française et adaptation par Pierre Jean Jouve, L'Âge d'Homme, 1969.

### À partir de 1958, réédition des romans et des recueils de poèmes
À partir de 1958, Jouve réédite son œuvre, principalement au Mercure de France: cette réédition est en fait une sorte de nouvelle écriture, non pas par des modifications des textes (elles sont rares), mais par de nombreuses suppressions (de poèmes, voire de sections entières pour les livres de poésie; de chapitres pour certains romans). Le cas le plus flagrant concerne ses poésies du temps de la guerre (La Vierge de Paris). On peut donc considérer qu'il s'agit pour Jouve d'une nouvelle rupture et de la marque de son désir de maîtrise sur son œuvre et sur l'image qu'il veut en donner. Ces coupes modifient souvent la signification des œuvres écrites trente ou quarante ans plus tôt (période 1925-1937). L'édition de Œuvre par Jean Starobinski donne de nombreux textes retranchés.

### Préfaces
- Avant-propos à La Colombe de Pierre Emmanuel, Fribourg, LUF, 1943

### Jouve traducteur
Pierre Jean Jouve est l'auteur, avec Georges Pitoëff, d'une des traductions de référence en français de Roméo et Juliette de William Shakespeare et aussi des traductions suivantes :
- Macbeth (Shakespeare)
- Othello (Shakespeare)
- Le marchand de Venise (Shakespeare)
- Sonnets (Shakespeare)
- Poèmes de la Folie de Hölderlin
- Les trois Sœurs (Tchekhov)
- Lulu (Wedekind)

## Autres œuvres et éditions de Pierre Jean Jouve

### Avant 1925
- Artificiel, Frontispice d'Albert Gleizes, imprimé par L. Linard à 7 exemplaires (1909)
- Les Muses romaines et florentines, Paris, Léon Vannier  (1910)
- Les Ordres qui changent, Paris, Eugène Figuière (1911)
- La Rencontre dans le carrefour, Paris, Eugène Figuière (1911)
- Les aéroplanes, Paris, Eugène Figuière (1911)
- Présences, Paris, Georges Crès (1912)
- Les deux forces, pièce de théâtre en quatre actes, Paris, Éditions de l'Effort libre (1913)
- Parler, Paris, Georges Crès (1913)
- Vous êtes des Hommes, Paris, Éditions de la Nouvelle Revue Française (1915)
- Poème contre le grand crime, Genève, Éditions de la Revue Demain (1916)
- Danse des Morts, Genève, Édition des Tablettes (1917) et La Chaux-de-Fonds, Action sociale (1918)
- A la Révolution russe, collectif, Genève, Éditions de la Revue Demain (1918)
- Hôtel-Dieu, récits d'Hôpital en 1915, avec 25 bois gravés par Frans Masereel, Genève, par les auteurs (1918); Paris, Librairie Ollendorff (1919).
- Le défaitisme contre l'homme libre, La Chaux-de-Fonds, Action sociale (1918)
- Heures, Livre de la Nuit, Genève, Éditions du Sablier (1919)
- Heures, Livre de la Grâce, Genève, Librairie Kundig (1920)
- Les Poètes contre la Guerre, collectif (Romain Rolland, Georges Duhamel, Charles Vildrac, bois gravé de Frans Masereel, etc.), Genève, Éditions du Sablier,(1920).
- Romain Rolland vivant, 1914-1919, Paris, Librairie Ollendorff(1920)
- Toscanes, Genève, Librairie Kundig (1921)
- Tragiques suivi de Voyage sentimental, Paris, Stock (1922)
- Prière, portrait gravé par Frans Masereel, Paris, Stock (1924)

#### Traductions
- Cygne de Rabindranath Tagore, traduction du Bengali par Kâlidâs Nâg et Pierre Jean Jouve, portrait gravé par Frans Masereel, coll. Poésie du temps, Librairie Stock, 1923.
- Les Sept Mers de Rudyard Kipling, traduction de l'anglais par Maud Kendall et Daniel Rosé, portrait gravé par Joseph Sima, coll. Poésie du temps, Librairie Stock, 1924. "Daniel Rosé" est le pseudonyme de Pierre Jean Jouve.

### Après 1925
- Tombeau de Baudelaire, Paris, Le Seuil (1958) (nouvelle édition de Défense et Illustration, le texte du Tombeau de Baudelaire est entièrement réécrit)
- Paulina 1880, Mercure de France (1959)
- Le Monde désert, Mercure de France (1960)
- Aventure de Catherine Crachat I, Hécate, Mercure de France (1961)
- La Scène capitale, Mercure de France (1961) (comprend Histoires sanglantes et La Scène capitale)
- Aventure de Catherine Crachat II, Vagadu, Mercure de France (1963)
- Poésie*, 1925-1938, I Les Noces, II Sueur de Sang, III Matière céleste, IV Kyrie, Mercure de France (1964)
- Poésie**, 1939-1947, V La Vierge de Paris, VI Hymne, Mercure de France (1965)
- Le Paradis perdu, Grasset (1966)
- Poésie***, 1939-1947, VII Diadème, VIII Ode, IX Langue, Mercure de France (1966)
- Poésie****, 1939-1967, X Mélodrame, XI Moires, Mercure de France (1967)
- Le Don Juan de Mozart, Plon (1968), avec un avant-dire de P. J. Jouve.

### Éditions posthumes
Pierre Jean Jouve avait interdit la réédition de ses œuvres antérieures à 1925, et il avait donné à la fin de sa vie de nouvelles versions de ses œuvres d'après 1925 qui les modifiaient sensiblement. La lecture moderne des écrivains recherche au contraire des informations très précises sur l'évolution littéraire et intellectuelle des grands auteurs. L'édition des deux volumes de Œuvre par Jean Starobinski a permis d'accéder à de nombreux textes retranchés. Il manque un troisième volume (qui aurait dû paraître) principalement consacré aux textes critiques : les rééditions par Christian Bourgois et Fata Morgana donnent accès à certains d'entre eux.
- Œuvre I, Paris, Mercure de France, 1812 p., 1987. Texte établi et présenté par Jean Starobinski, avec une note de Yves Bonnefoy et pour les textes inédits la collaboration de Catherine Jouve et de René Micha.
- Œuvres II, Paris, Mercure de France, 2224 p., 1987. Texte établi et présenté par Jean Starobinski, avec une note de Yves Bonnefoy et pour les textes inédits la collaboration de Catherine Jouve et de René Micha.
- Paradis perdu, Pandora, 1978, Fata Morgana, 1985.
- Génie, Fata Morgana, 1983.
- Folie et génie, introduction par Daniel Leuwers, Fata Morgana, 1983.
- Sacrifices, Fata Morgana, 1986.
- Apologie du poète, suivi de Six lectures, Fata Morgana/Le Temps qu'il fait, 1987.
- Beau Regard, Fata Morgana, 1987, avec les illustrations de Joseph Sima.
- Le Don Juan de Mozart, Christian Bourgois, 1993, 2004.
- Wozzeck d'Alban Berg, avec Michel Fano, Christian Bourgois, 1999.
- Lettres à Jean Paulhan - 1925-1961, Édition établie, préfacée et annotée par Muriel Pic, Paris, Éditions Claire Paulhan, 2006[32].
- Tombeau de Baudelaire, Fata Morgana, 2006.

#### Traductions
- Saint François d'Assise, Cantique du Soleil; Sainte Thérèse d'Avila, Glose sur le Pater, traductions de Pierre Jean Jouve, Fata Morgana, 1987.

### Livres de Pierre Jean Jouve publiés dans des collections de poche
Les lecteurs de Jouve ont accès à ses œuvres les plus célèbres de la période 1925-1937 par des rééditions en collections de poche. Mais il faut savoir que les textes sont ceux des rééditions tardives au Mercure de France.
- Paulina 1880, Livre de poche, 1964; Folio, 1974.
- Wozzeck d'Alban Berg, avec Michel Fano, 10/18, 1964.
- Les Noces, suivi de Sueur de Sang, préface de Jean Starobinski, Poésie/Gallimard, 1966.
- Le Monde désert, Livre de poche, 1968; L'Imaginaire, Gallimard, 1992.
- En miroir, 10/18, 1972.
- Hécate, suivi de Vagadu, collection L'Imaginaire, Gallimard, décembre 2010. Cette édition se substitue à : 
  - Aventure de Catherine Crachat I, Hécate, Folio, 1972.
  - Aventure de Catherine Crachat II, Vagadu, Folio, 1989.
- La Scène capitale, L'Imaginaire, Gallimard, 1982.
- Diadème, suivi de Mélodrame, Poésie/Gallimard, 1970; nouvelle éd. 2006.
- Dans les Années profondes - Matière céleste - Proses, Présentation de Jérôme Thélot, Poésie/Gallimard, 1995.

#### Traductions de Shakespeare
- Roméo et Juliette, avec Georges Pitoëff, GF-Flammarion, 1992.
- Macbeth, GF-Flammarion, 1993.
- Sonnets, Poésie/Gallimard, 1975.

### Œuvres de Pierre Jean Jouve publiées dans d'autres langues
- Die leere Welt, Aus dem Französischen von Friedhelm Kemp, Stuttgart, Klett Cotta Verlag, 1982.
- Hecate: The Adventure of Catherine Crachat: I, traduit par Lydia Davis, Marlboro Press, 1997.
- Il "Don Giovanni" di Mozart, Adelphi, 2001.
- Mozart's Don Juan, traduit par Earnshaw Smith, Vincent Stuart, 1957
- Loucura e gênio, Hiena Portugal, 1991.
- Paulina 1880, Einaudi, 1997.
- Poesie, antologia poetica, Mondadori, 2001.
- Poesía, selección, traducción y prólogo de Federico Gorbea, Buenos Aires, Fausto, 1974.
- The Desert World, traduit par Lydia Davis, Marlboro Press, 1996.
- Vagadu: The Adventure of Catherine Crachat: II, traduit par Lydia Davis, Marlboro Press, 1997.

## Prix et distinctions
- 1950 : Grand prix de poésie de l'Académie française pour son recueil Diadème[33]
- 1962 : Grand prix national des lettres
- 1966 : Grand prix de poésie de l'Académie française pour l'ensemble de son œuvre[33]

## Jugements[34]
- Jean Starobinski : « Il ne reste aujourd'hui qu'à souligner ce fait trop méconnu : le roman Vagadu (1931), les Histoires sanglantes, La Scène capitale furent, parallèlement aux poèmes de Sueur de sang (1935), les premières œuvres françaises écrites à partir de la psychanalyse - de la pensée freudienne à la fois pleinement comprise et librement retravaillée », Jean Starobinski, préface à La Scène capitale, Gallimard, 1982.
- Jacques Lacan : « Ces yeux deux fois posés avec une rigueur singulière ôtent tout sens aux questions d'esthète qu'on pose sur votre dette à la psychanalyse : vous avez sa clef tout simplement », Jacques Lacan, lettre du 26 novembre 1962, catalogue de la vente du 5 mars 2007.
- André Pieyre de Mandiargues : « Et j'étonnerai peut-être quelques-uns en proclamant ici que le poète Jouve est, peut-être avant André Malraux, le premier romancier ou conteur que je choisirais si l'on me demandait une liste de mes préférences parmi ceux dont l'œuvre s'inscrit approximativement dans les vingt ans qui ont déparés les deux guerres ultimes (...) Avant [les romans de Malraux], pourtant, une œuvre narrative, qui nous paraît aujourd'hui plus moderne et mieux accordée avec l'idée que nous nous faisons de la "littérature", avait crû dans l'obscurité, celle de Pierre Jean Jouve », André Pieyre de Mandiargues, Troisième Belvédère, chapitre "Le roman rayonnant", Gallimard, 1971.
- Salah Stétié : « J'ai fait mieux que rencontrer Pierre Jean Jouve: je l'ai accompagné de ma présence, plus ou moins effective, sur près de trente ans. » « Je connaissais l'œuvre de Jouve et j'étais un passionné de cette grande musique qu'on trouve dans ses principaux recueils : Matière Céleste, Noces, Sueur de sang, etc. Je me récitais aussi comme un texte de poésie pure les premières pages de Paulina 1880, à savoir la description de la "chambre bleue"...» « Jouve était impressionnant d'acuité et de pureté. On sentait avec force son appartenance au monde spirituel, sa participation intérieure à tout ce qui donne à la parole son poids de vérité et, aussi, sa puissante légèreté lyrique. » Salah Stétié, entretien avec Béatrice Bonhomme et Hervé Bosio, revue NU(e) N° 3, 1996.
- Charles de Gaulle : « Merci d'avoir été un interprète de l'âme française pendant ces dernières années », télégramme de Charles de Gaulle, 12 mai 1945, reproduit dans le Cahier de l'Herne, Pierre Jean Jouve, 1972.
- Gaëtan Picon : « Ces dernières années ont vu grandir, plus que tout autre, l'œuvre de Pierre Jean Jouve. Sans doute est-ce d'abord la conséquence de sa relation à l'événement historique, auquel elle a su donner les figures du rêve le plus profond. Dès le début, la poésie de Jouve a été dominée par le pressentiment de la catastrophe : nostalgie du "paradis perdu", elle est plus encore prophétie d'un incommensurable malheur. Elle était depuis toujours préparée à saisir dans l'histoire l'incarnation du combat éternel. Aussi un recueil comme La Vierge de Paris est-il l'un des plus beaux recueils de Jouve, et un poème comme La Chute du ciel offre l'alliance exemplaire de choses vues avec un réalisme saisissant (le passant "qui prend mesure de sa croix sur le trottoir") et des figures entr'aperçues de la lutte spirituelle ». Gaëtan Picon, Panorama de la nouvelle littérature française, nouvelle édition, Gallimard, 1976.

## Films et documentaire
- Paulina 1880 (1972), adaptation pour le cinéma par Jean-Louis Bertuccelli, avec Romolo Valli, Michel Bouquet, Maximilian Schell, Olga Karlatos, Eliana De Santis, Sami Frey.
- Le Monde désert (1985), adaptation pour la télévision par Pierre Beuchot et Jean-Pierre Kremer.
- Pierre Jean Jouve, court-métrage documentaire (1989) réalisé par Pierre Beuchot pour la collection "Préfaces", production La Sept/DLL/Archipel 33 (26 min).
- Aventure de Catherine C, 1990, adaptation pour le cinéma de Hécate et Vagadu par Pierre Beuchot, avec Fanny Ardant, Hanna Schygulla et Robin Renucci.
- Robert Kopp et Olivier Mille, Pierre Jean Jouve, film pour la série Un siècle d'écrivains de Bernard Rapp diffusée sur France 3, 1996. Lire un commentaire par Magali Jauffret sur le site de l'Humanité

## Musique
- Jean Langlais, 1935 : Humilis, six mélodies pour soprano et piano sur des poèmes de Pierre Jean Jouve.
- Yves-Marie Pasquet, 1977 : Suaire de sons, pour soprano et orchestre, poème de Pierre Jean Jouve, Éd. Transatlantiques.
- Claude Prey, 1983 : Paulina ou la chambre bleue, opéra de chambre, d'après Paulina 1880 de Pierre Jean Jouve.
- Christophe Bertrand, 2008 : Kamenaia[35] pour 12 voix solistes. Poème : "Phénix (II)" de "Mélodrame".
- Christophe Bertrand, 2008 : Diadème[36] pour soprano, clarinette et piano. Poèmes : Diadème (1949), Présences (1912), Sueur de Sang (1933-1935), Kyrie (1938).
- Adrien Tsilogiannis, 2019 : Mnémosyne, pour voix moyenne et piano, poème (Mnémosyne, 1930) de Pierre Jean Jouve.
- Adrien Tsilogiannis, 2014 : Suaire de Pierre, pour chœur de femmes (SSA), poème (La Prison, 1928) de Pierre Jean Jouve.

#### Livres écrits par des témoins
- Balthus, Correspondance amoureuse avec Antoinette de Watteville 1928-1937, Buchet-Chastel, 2001
- Henry Bauchau, La Déchirure, Paris, Gallimard, 1966: Bruxelles, Labor, 1986 et 1998.
- Henry Bauchau, La grande Muraille, Journal de la Déchirure (1960-1965), Arles, Actes Sud, 2005.
- Henry Bauchau, Pierre et Blanche — Souvenirs sur Pierre Jean Jouve et Blanche Reverchon, textes rassemblés par Anouck Cape, Actes Sud, 2012.
- Albert Béguin, Quatre de nos poètes, Alger, revue Fontaine, juin 1942, rééd. in Création et destinée II - La Réalité du rêve, édité par Pierre Grotzer, préface de Marcel Raymond, Paris, Seuil, 1974.
- Yves Bonnefoy, chapitre « Pierre Jean Jouve » de L’Écharpe rouge, Mercure de France, 2016.
- Gabriel Bounoure, Pierre Jean Jouve entre abîme et sommets, Fata Morgana, 1989, avec la correspondance entre Pierre Jean Jouve et Gabriel Bounoure.
- Joë Bousquet,  Lumière, infranchissable pourriture et autres essais sur Jouve, Fata Morgana, 1987.
- Martine Broda, Jouve, Lausanne, L'Âge d'Homme, 1981.
- Balthus sous la direction de Jean Clair, Flammarion, 2008.
- Georges-Emmanuel Clancier, Panorama critique de Rimbaud au Surréalisme, Paris, Seghers, 1953.
- André Delons, Au Carrefour du grand Jeu et du Surréalisme, textes polémiques et artistiques réunis et présentés par Odette et Alain Virmaux, Rougerie, 1988.
- Pierre Emmanuel, Qui est cet Homme, Paris, Librairie Universelle de France, LUF, 1947.
- Max-Pol Fouchet, Les Poètes de la Revue Fontaine, Paris, Poésie 1, No 55-61, septembre-novembre 1978.
- Sigmund Freud, Trois essais sur la théorie de la sexualité, éditions de la Nouvelle Revue française, Documents bleus No 1, 1923, traduction par B. Reverchon-Jouve, travail fait avec Bernard Groethuysen; rééd. Gallimard, 1962; Collection Idées, 1971.
- Léon-Gabriel Gros, Poètes contemporains, Les Cahiers du Sud, 1944.
- Pierre Klossowski, Tableaux vivants, Paris, Le Promeneur, 2001.
- Robert Kopp et Dominique de Roux : Pierre Jean Jouve, Cahiers de l'Herne, 1972. Textes, lettres et témoignages : Jean Starobinski, Giuseppe Ungaretti, Pierre Emmanuel, Yves Bonnefoy, André Pieyre de Mandiargues, Jules Romains, Jean Paulhan, Rainer Maria Rilke, Freud, Heinrich Mann, Valery Larbaud, Roger Martin du Gard, Max Jacob, André Gide, René Char, Gaston Bachelard, S. Corinna Bille, Henri Bauchau, Jules Roy, Jean Cassou, Michel Fano, Jean Amrouche, Martine Broda, François Lallier, René Micha, Dominique de Roux, Christiane Blot-Labarrère, Robert Abirached, Marcel Raymond, Pierre Klossowski, Denis Roche[Lequel ?].
- Daniel Leuwers, Jouve avant Jouve ou la naissance d'un poète, Paris, Klincksieck, 1984.
- Daniel Leuwers, Pierre Jean Jouve, revue Europe No 543-544, La Poésie et la Résistance, juillet-août 1974.
- René Micha, L'Œuvre de Pierre Jean Jouve, Bruxelles, Les Cahiers du Journal des poètes, 1940.
- René Micha, Pierre Jean Jouve, Paris, Poètes d'Aujourd'hui, Seghers, 1956.
- Louis Parrot, L'Intelligence en Guerre, Paris, La jeune Parque, 1945; rééd. Paris, Le Castor astral, 1990.
- Jean Paulhan et Dominique Aury, La Patrie se fait tous les Jours, textes français 1939-1945, Paris, Éditions de Minuit, 1947.
- Marcel Raymond, De Baudelaire au Surréalisme - Essai sur le Mouvement poétique contemporain, Paris, Éditions Corréa, 1933; rééd. Paris, José Corti,1940.
- Pierre Seghers, La Résistance et ses poètes, Paris, Seghers, 1974, rééd. 2004.
- Jean Starobinski, Paul Alexandre, Marc Eigeldinger : Pierre Jean Jouve poète et romancier, Neuchâtel, A la Baconnière, 1946.
- Jean Starobinski, La Douce Visiteuse. Pages retrouvées et textes inédits de Pierre Jean Jouve, La Nouvelle Revue française N° 417, Paris, 1er octobre 1987.
- Jean Starobinski, La Poésie et la Guerre - Chroniques 1942-1944, Carouge-Genève, Mini Zoe, 1999.
- Jean Starobinski, section « Pierre Jean Jouve » de La Beauté du monde — La littérature et les arts, édition de Martin Rueff, Collection "Quarto", Gallimard, 2016.

#### Ouvrages collectifs
- Pierre Jean Jouve, Les Cahiers du Sud N° 182, Marseille, avril 1936, avec des articles de Joë Bousquet, Robert Guiette et Roger Bastide.
- De la poésie comme exercice spirituel, Revue Fontaine N° 19-20, Alger, mars-avril 1942, rééd. Paris, Le Cherche midi, 1978 avec une préface de Max-Pol Fouchet.
- Pierre Jean Jouve, La Nouvelle Revue française Paris, 1er mars 1968, avec des textes de Giuseppe Ungaretti, Jean Starobinski, Jean Cassou, Henry Amer, René Micha, André Marissel, Dominique Noguez.
- Pierre Jean Jouve et l'Italie, une rencontre passionnée, par Wanda Rupolo, Roma 2007, Edizioni di Storia et Letteratura. Contient des entretiens et des témoignages : Mario Luzi, André Orsini, Nelo Risi, Dianella Selvatico Estense, Christiane Blot-Labarrère.

#### Études sur Jouve
- Christiane Blot-Labarrère, Relation de la faute de l'éros et de la mort dans l'œuvre romanesque de Pierre Jean Jouve, Aix-en-Provence, La Pensée universitaire, 1961.
- Béatrice Bonhomme, Jeux de la psychanalyse - initiation, images de la femme dans l'écriture jouvienne, Paris, archives des lettres modernes, 1994.
- Béatrice Bonhomme, Pierre Jean Jouve ou la quête intérieure, Paris, Éditions Aden, 2008.
- Dorothée Catoen-Cooche, Pierre Jean Jouve — Transtextualié biblique et religion dans l'œuvre romanesque, L'Harmattan, 2016.
- Benoît Conort, Pierre Jean Jouve - Mourir en poésie, Villeneuve-d'Ascq, Presses universitaires du Septentrion, 2002
- Jacques Darras, sections 5 et 6 de Je sors enfin du Bois de la Gruerie, Arfuyen, 2014.
- Jacques Darras, chapitre « Jouve après Jouve » de La Transfiguration d'Anvers, Arfuyen, 2015.
- Jean Decottignies, Pierre Jean Jouve romancier ou l'expérience de l'abîme, Paris, José Corti, 1994.
- Laure Himy-Piéri, Pierre Jean Jouve — La modernité et ses possibles, Classiques Garnier, 2014.
- Adrien Le Bihan, Le Général et son double. De Gaulle écrivain, Flammarion, 1996. Voir aussi : Pierre Jean Jouve et De Gaulle, Esprit, novembre 1990.
- Adrien Le Bihan, De Gaulle écrivain (un chapitre traite des rapports entre Charles de Gaulle et Pierre Jean Jouve), Fayard/Pluriel, 2010  (ISBN 9782818500699).
- Jean-Paul Louis-Lambert, Les Stigmates de Lisbé — Une fiction détective dont Pierre Jean Jouve est le héros, Paris, Les Belles Lettres, 2017  (ISBN 9782251446936)
- Alain Marc, Écrire le cri (Sade, Jouve, Bataille, Maïakovski, Mansour, Giauque, Venaille, Laâbi, Calaferte, Noël, Guyotat…), préface de Pierre Bourgeade, l’Écarlate, 2000  (ISBN 9782910142049).
- Alain Paire, Chronique des Cahiers du Sud 1914-1966, Paris, IMEC éditions, 1993.
- Muriel Pic, Pierre Jean Jouve. Le désir monstre, Paris, Le Félin, 2006.
- Lauriane Sable, Pierre Jean Jouve, une poétique du secret, Étude de Paulina 1880, L'Harmattan, décembre 2008.
- Suzanne Sanzenbach, Les Romans de Pierre Jean Jouve, Vrin, Paris, 1972.
- Pierre Silvain, Passage de la morte - Pierre Jean Jouve, L'Escampette Éditions - Essai, 2007.
- Élisabeth Roudinesco, Histoire de la psychanalyse en France.2., Paris, Seuil, 1986.
- Franck Venaille, Jouve l'Homme grave, Paris, jeanmichelplace/poésie, 2004.

#### Ouvrages collectifs
- Bousquet Jouve Reverdy, Colloque Poésie-Cerisy, direction Charles Bachat, Daniel Leuwers, Étienne-Alain Hubert, revue Sud, Marseille, 1981.
- Série Pierre Jean Jouve La Revue des Lettres modernes, Paris-Caen, éditée de 1981 à 1987 par Daniel Leuwers, et depuis 1987, par Christiane Blot-Labarrère. Jouve 3, Jouve et ses curiosités esthétiques 1, 1998. Jouve 4, Jouve et ses curiosités esthétiques 2, 1992. Jouve 5, Jouve et les jeux de l’Écriture1, 1994. Jouve 6, Jouve et les jeux de l’Écriture 2, 2001. Jouve 8, Modernité de Jouve, 2006.
- Pierre Jean Jouve, revue nord' No 16, Lille, décembre 1990.
- Jouve, revue l'Autre, Paris, 1992, dirigé par François Xavier Jaujard avec la collaboration de Robert Bensimon.
- Pierre Jean Jouve, sous la direction de Christiane Blot-Labarrère et Béatrice Bonhomme, Actes du colloque international Pierre Jean Jouve, Université de Nice, 24-26 novembre 1994, Arras, Éditions Roman 20/50, 1996.
- Jouve poète, romancier, critique, Colloque de la Fondation Hugot du Collège de France réuni par Yves Bonnefoy. Actes rassemblés par Odile Bombarde, Lachenal et Ritter, 1995.
- L'Unanimisme et l'Abbaye, revue in'hui, Bruxelles-Paris, 1996, Le Cri et Jacques Darras.
- Relecture de Pierre Jean Jouve, Nice, revue NU(e), coordonnée par Béatrice Bonhomme, Hervé Bosio, Giovanni Dotoli, François Lallier. (1) No 28, 2003, avec un entretien avec Yves Bonnefoy. (2) No 30, 2005, avec un entretien avec Salah Stétié.
- Pierre Jean Jouve, revue Europe No 907-908, novembre 2004.
- Pierre Jean Jouve et Henry Bauchau : les voix de l'altérité, sous la direction de Myriam Watthee-Delmotte et Jacques Poirier, Éditions Universitaires de Dijon, 2006.
- Pierre Jean Jouve – Voyage au bout de la psyché, L'Atelier du Roman No 56, numéro conçu par Philippe Raymond-Thimonga et dirigé par Lakis Proguidis, éditions Flammarion et Boréal, décembre 2008.
- Jouve, poète européen, Cahiers Pierre Jean Jouve, No 1, textes réunis par Béatrice Bonhomme et Jean-Yves Masson, Éditions Calliopées, 2009. Actes des Colloques "Jouve" de la Sorbonne (2006) et Saorge (2007).
- Intégrités et transgressions de Pierre Jean Jouve, Cahiers Pierre Jean Jouve, No 2, textes réunis par Béatrice Bonhomme, Éditions Calliopées, 2010. Actes du Colloque Relectures de Pierre Jean Jouve de Cerisy (août 2007).
- Pierre Jean Jouve — Vivre et écrire l'entre-deux, Cahiers Pierre Jean Jouve, No 3, textes réunis par Dorothée Catoen-Cooche, Éditions Calliopées, 2015. Actes du Colloque d'Arras (mars 2012).

### Notices et ressources
- Notices d'autorité :   - VIAF
  - ISNI
  - BnF (données)
  - IdRef
  - LCCN
  - GND
  - Italie
  - Japon
  - CiNii
  - Espagne
  - Belgique
  - Pays-Bas
  - Pologne
  - Israël
  - NUKAT
  - Catalogne
  - Suède
  - Vatican
  - WorldCat
- Notices dans des dictionnaires ou encyclopédies généralistes :   - Britannica
  - Brockhaus
  - Den Store Danske Encyklopædi
  - Deutsche Biographie
  - Dictionnaire historique de la Suisse
  - Enciclopedia italiana
  - Enciclopedia De Agostini
  - Hrvatska Enciklopedija
  - Internetowa encyklopedia PWN
  - Nationalencyklopedin
  - Munzinger
  - Proleksis enciklopedija
  - Store norske leksikon
  - Treccani
  - Universalis
- Ressources relatives à la littérature :   - Académie française (lauréats)
  - NooSFere
- Ressources relatives à la vie publique :   - base Léonore
  - Maitron
- Ressource relative au spectacle :   - Les Archives du spectacle
- Ressource relative à la musique :   - Muziekweb
- Ressource relative à l'audiovisuel :   - IMDb